# Кретоксирина
Кретоксирина (лат. Cretoxyrhina) — род вымерших акул из семейства Cretoxyrhinidae, входящего в современный отряд ламнообразных (Lamniformes), живших в позднемеловую эпоху (99,6—66,0 млн лет назад).

## Внешний вид
Крупные акулы, в среднем 5—6 метров длиной и крупнейшими особями длиной более 7 метров (некоторые оценки указывают длину до 9 метров). По очертаниям тела напоминают современных белых акул и акул-мако. Зубы внешне сходны с зубами акул-мако (первоначально их включали в род Isurus/Oxyrhina). Однако строение эмали зубов отличается от такового у современных родов, эмаль гораздо толще, сами зубы шире. Длина зубов до 7 см. Корни задних зубов широко расставлены, расстояние между ветвями в несколько раз превышает высоту коронки. Боковые зубчики на передних зубах могут отсутствовать. По краям челюстей зубы меньше, всего в челюстях около 80 зубов. Отмечено увеличение размера зубов этого вида от более древних канзасских фаун к более молодым.

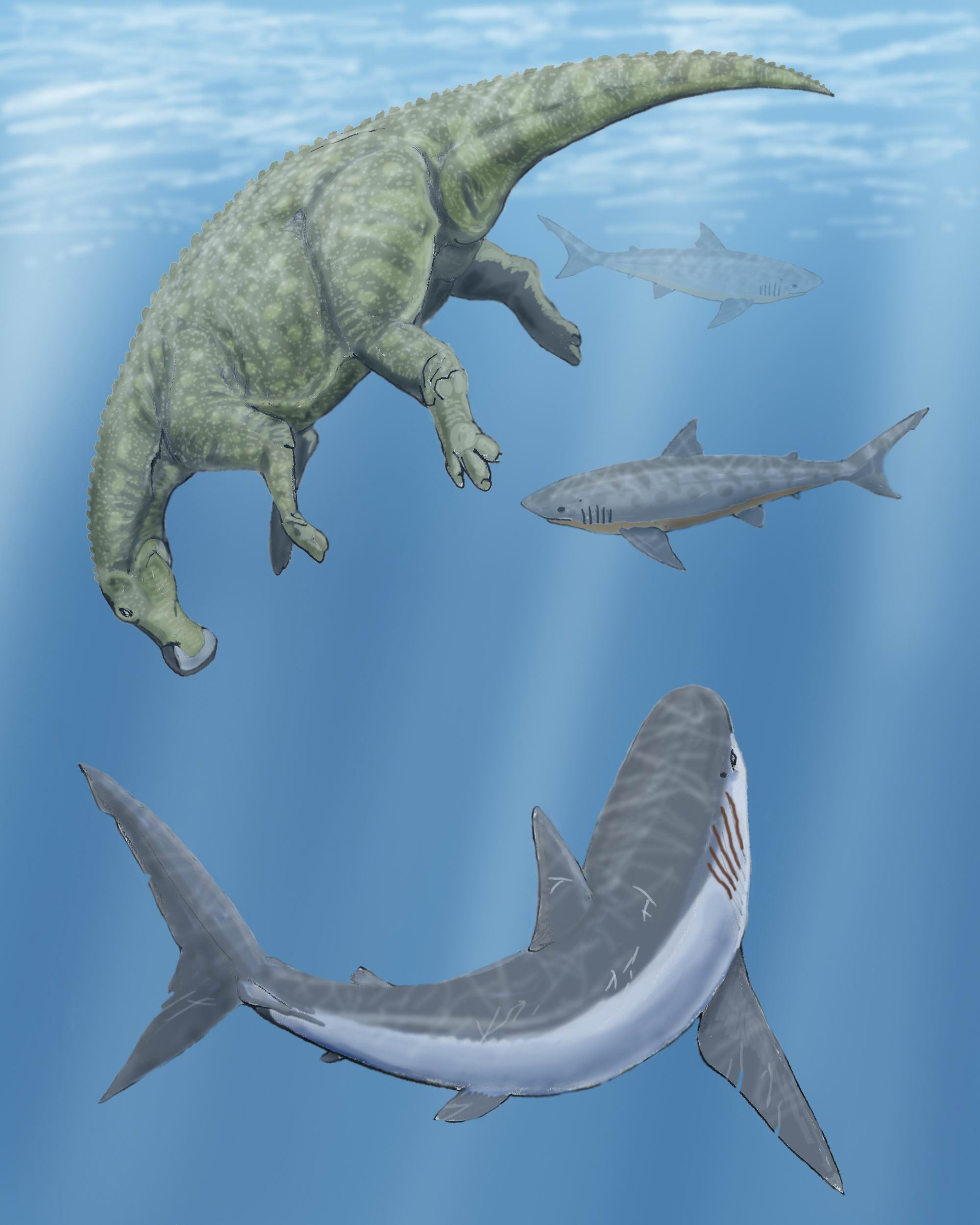
Мертвый гадрозавр Claosaurus дрейфует в водах Западного внутреннего моря мелового периода в Канзасе. К нему плывут кретоксирина и два скваликоракса

## Палеоэкология
До появления специализированных форм мозазавров, таких как тилозавр, кретоксирина, вероятно, была одним из доминирующих водных хищников в период после вымирания крупных плиозавров.
Прочные, но гладкие зубы кретоксирин едва ли позволяли им убивать и разделывать относительно крупных животных эффективнее, чем это делают современные акулы-мако. Это говорит о том, что в первую очередь кретоксирины были ихтиофагами и обычно проглатывали свою жертву целиком. Обычной пищей для этих акул были многочисленные костные рыбы, вплоть до небольших ксифактинов, а также меньшие акулы. М. Эверхарт назвал эту акулу «Акулой Гинсу», в честь знаменитой в США марки ножей.
Однако, также известны следы от зубов кретоксирин (и сами зубы, воткнувшиеся в кость) на костях мелких мозазавров, на панцирях морских черепах и, возможно, на плавнике 6-метрового подростка эласмозавра. Вместе с остатками скелетов кретоксирин также бывали найдены остатки полупереваренных костей этих животных. Поэтому кажется весьма вероятным, что эти акулы, также как и скваликораксы, часто питались трупами морских ящеров. Косвенно тягу кретоксирин к поеданию падали также подтверждают следы от акульих зубов на костях гадрозавров из среднего мела Канзаса (трупы динозавров попадали в море и поедались акулами).
Несмотря на это, известно два случая обнаружения позвонков некрупных мозазавров, имеющих на себе следы от укусов кретоксирин со следами заживления. Одна из этих находок может говорить о том, что при большой разнице в размерах кретоксирины всё-таки могли атаковать морских рептилий, также как акулы мако порой атакуют небольших морских млекопитающих. В то время как другая скорее демонстрирует травму, полученную мозазавром при нападении на кретоксирину (кусающая акула была около 3 метров в длину, а платекрап или молодой тилозавр — около 6 метров) и самообороне последней, либо случайный укус акулы при совместном с морским ящером кормлении.
Сами кретоксирины, возможно, иногда становились жертвой больших и средних по размерам мозазавров, а факт их вымирания часто объясняется расцветом этих морских рептилий, пришедших на смену вымершим ихтиозаврам и плиозаврам.

## Классификация
Род выделен советским палеонтологом Л. С. Гликманом в 1958 году. Наиболее известен американский вид Cretoxyrhina mantelli, описанный по нескольким довольно полным скелетам. Самые полные остатки происходят из отложений Канзасского мелового моря, возрастом 100—90 миллионов лет (сеноман — сантон). Зубы кретоксирин известны и из мела бывшего СССР: в Поволжье, Казахстане (Мангышлак). Это виды C. sulukapensis, C. vraconensis, С. denticulata, а также описанная выше C. mantelli. Зубы этого рода описаны также из мела Западной Европы и, возможно, эоцена Центральной Азии. Возможно, к этому роду относятся и некоторые представители из более ранних (альб) меловых отложений.
В то же время по данным сайта Fossilworks, на июль 2016 года в род включают всего 1 вымерший вид — Cretoxyrhina mantelli.

## В культуре
Кретоксирина показана в фильме «Морские чудовища: Доисторическое приключение» 2008 года, где она становится жертвой прогнатодона. Также фигурирует в мультфильме «Земля до начала времён 5: Таинственный остров».